# Ania Rösler
Ania Rösler, född 14 maj 1982 i Paris i Frankrike är en tysk före detta handbollsspelare.

## Karriär
Ania Rösler började spela handboll vid fyra års ålder i TuS Metzingen, där hon sedan spelade i 18 år. Från 2004  spelade hon för bundesliga-klubben 1. FC Nürnberg. Hon spelade i Nürnberg som spelfördelare och var lagkapten. 2009 meddelade hon att lämnar Nürnberg efter säsongen. 2009 skrev hon kontrakt med HC Leipzig. Sommaren 2012 började  Ania Rösler spela för SG BBM Bietigheim l andra bundesligan. I Bietigheim spelade hennes syster Milena Rösler.  2013 flyttades hon och Bietigheim upp till Bundesliga. Efter säsongen 2013-2014 gick hon till Frisch Auf Göppingen. Hon avslutade sin karriär ett år senare 2015.
Ania Rösler debuterade i Tysklands damlandslag i handboll den 13 oktober 2006 i Hamm mot Nederländerna. Hon spelade sedan 57 matcher för landslaget. Hennes främsta merit blev ett VM-brons vid världsmästerskapet i handboll för damer 2007.  Hon var också med vid världsmästerskapet i handboll för damer 2009 i Kina och i EM 2008.

## Meriter i klubblag
- Tysk mästare 2005, 2007, 2008 med 1. FC Nürnberg
- Tysk mästare 2010 med HC Leipzig
- Vinnare av tyska cupen 2005 med 1. FC Nürnberg